# گزش توسط یک زنبور مرده
گزش توسط یه زنبور مرده (انگلیسی: Bit by a Dead Bee) سومین قسمت از فصل دوم سریال جنایی تلویزیونی آمریکایی بریکینگ بد و به‌طور کلی قسمت دهم است. این فیلم توسط پیتر گولد نوشته شده و تری مک دونا کارگردانی آن را بر عهده داشته‌است.